# Dřínovský potok
Dřínovský potok je potok v Dolnooharské tabuli, který odvodňuje nevelké území na severozápadním Slánsku v okrese Kladno, a tvoří jeden z významnějších přítoků potoka Zlonického.

## Popis toku
Dřínovský potok plyne od východního okraje obce Třebíz směrem východo-severovýchodním, otevřenou bezlesou krajinou, ze severu míjí obec Dřínov a nakonec protéká jihovýchodním okrajem městyse Zlonice, za nímž zprava ústí do Zlonického potoka. Na svém toku nenapájí žádný rybník. 

### Přítoky
Dřínovský potok nemá žádné (ani bezejmenné) stálé přítoky. 